# ميلدريد آن باتلر
ميلدريد آن باتلر (بالإنجليزية: Mildred Anne Butler)‏ هي رسامة أيرلندية، ولدت في 11 يناير 1858 في Thomastown, County Kilkenny ‏ في جمهورية أيرلندا، وتوفي بنفس المكان في 11 أكتوبر 1941.